# La Lande-Patry
Pour les articles homonymes, voir La Lande et Patry.
La Lande-Patry est une commune française, située dans le département de l'Orne en région Normandie, peuplée de 1 752 habitants (les Landais).

## Géographie
La commune est en Bocage flérien, partie du Bocage normand. Son bourg est à 3 km au nord-ouest de Flers et à 11 km à l'est de Tinchebray.
| Landisacq  | Cerisy-Belle-Étoile, Caligny | Saint-Georges-des-Groseillers |
| Saint-Paul | La Lande-Patry               | Saint-Georges-des-Groseillers |
| Saint-Paul | Flers                        | Flers                         |

### Hydrographie
La commune est située dans le bassin Seine-Normandie. Elle est drainée par la Vere, la Visance, le Hariel, la Gomondière, la Vère et  et un autre petit cours d'eau,.
La Vère, d'une longueur de 25 km, prend sa source dans la commune de Landigou et se jette  dans le Noireau à Saint-Pierre-du-Regard, après avoir traversé douze communes. 

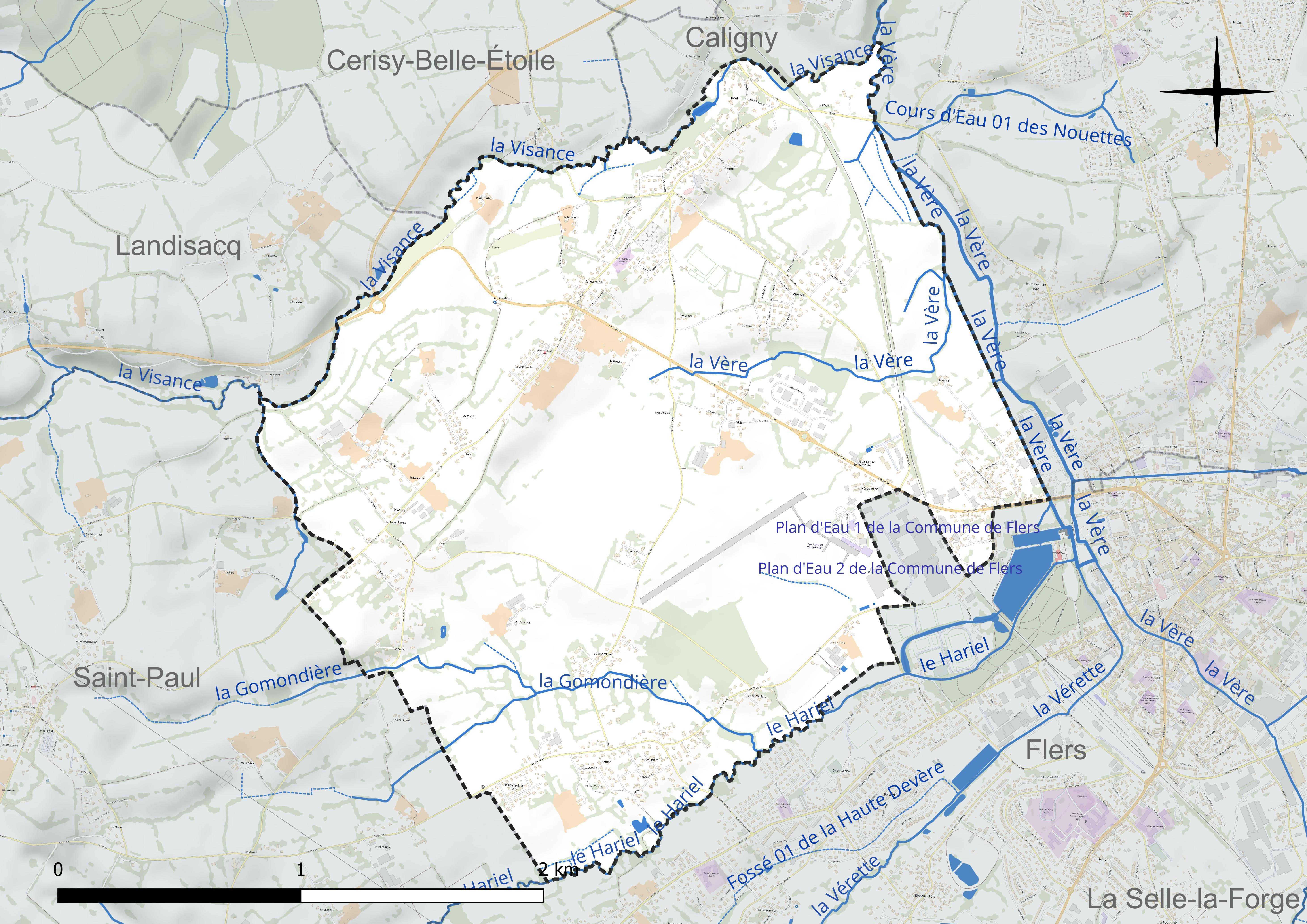
Réseau hydrographique de la Lande-Patry.

La Visance, d'une longueur de 11 km, prend sa source dans la commune de Chanu et se jette  dans la Vère en limite de la commune et de Caligny, après avoir traversé six communes. 

### Climat
Pour des articles plus généraux, voir Climat de la Normandie et Climat de l'Orne.
En 2010, le climat de la commune est de type climat océanique franc, selon une étude du CNRS s'appuyant sur une série de données couvrant la période 1971-2000. En 2020, Météo-France publie une typologie des climats de la France métropolitaine dans laquelle la commune est exposée à un climat océanique et est dans la région climatique Normandie (Cotentin, Orne), caractérisée par une pluviométrie relativement élevée (850 mm/a) et un été frais (15,5 °C) et venté. Parallèlement le GIEC normand, un groupe régional d’experts sur le climat, différencie quant à lui, dans une étude de 2020, trois grands types de climats pour la région Normandie, nuancés à une échelle plus fine par les facteurs géographiques locaux. La commune est, selon ce zonage, exposée à un « climat contrasté des collines », correspondant au Bocage normand, bien arrosé, voire très arrosé sur les reliefs les plus exposés au flux d’ouest, et frais en raison de l’altitude.
Pour la période 1971-2000, la température annuelle moyenne est de 10,3 °C, avec une amplitude thermique annuelle de 13 °C. Le cumul annuel moyen de précipitations est de 918 mm, avec 13,7 jours de précipitations en janvier et 7,9 jours en juillet. Pour la période 1991-2020, la température moyenne annuelle observée sur la station météorologique la plus proche, située sur la commune d'Athis-Val de Rouvre à 9 km à vol d'oiseau, est de 10,6 °C et le cumul annuel moyen de précipitations est de 944,7 mm,. Pour l'avenir, les paramètres climatiques de la commune estimés pour 2050 selon différents scénarios d’émission de gaz à effet de serre sont consultables sur un site dédié publié par Météo-France en novembre 2022.

## Urbanisme

### Typologie
Au 1er janvier 2024, La Lande-Patry est catégorisée commune rurale à habitat dispersé, selon la nouvelle grille communale de densité à sept niveaux définie par l'Insee en 2022. Elle appartient à l'unité urbaine de Flers, une agglomération intra-départementale regroupant cinq communes, dont elle est une commune de la banlieue,,. Par ailleurs la commune fait partie de l'aire d'attraction de Flers, dont elle est une commune de la couronne,. Cette aire, qui regroupe 38 communes, est catégorisée dans les aires de 50 000 à moins de 200 000 habitants,.

### Occupation des sols
L'occupation des sols de la commune, telle qu'elle ressort de la base de données européenne d’occupation biophysique des sols Corine Land Cover (CLC), est marquée par l'importance des territoires agricoles (76,2 % en 2018), en diminution par rapport à 1990 (79 %). La répartition détaillée en 2018 est la suivante : prairies (44,6 %), zones agricoles hétérogènes (25,4 %), zones urbanisées (12,3 %), zones industrielles ou commerciales et réseaux de communication (11,3 %), terres arables (6,2 %), espaces verts artificialisés, non agricoles (0,1 %). L'évolution de l’occupation des sols de la commune et de ses infrastructures peut être observée sur les différentes représentations cartographiques du territoire : la carte de Cassini (XVIIIe siècle), la carte d'état-major (1820-1866) et les cartes ou photos aériennes de l'IGN pour la période actuelle (1950 à aujourd'hui).

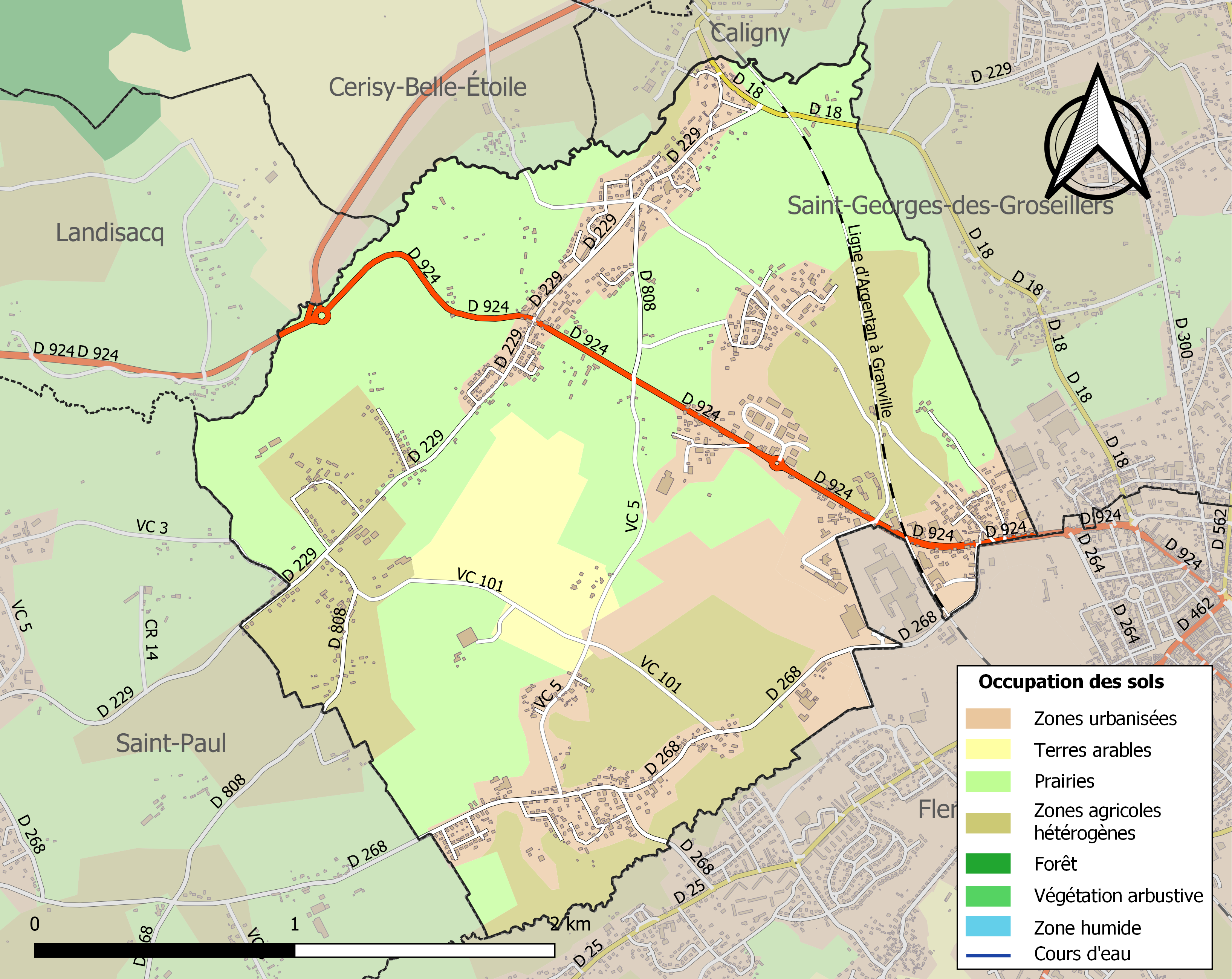
Carte des infrastructures et de l'occupation des sols de la commune en 2018 (CLC).

## Toponymie
Le toponyme La Lande traduit le caractère pauvre de la terre, tout comme celle de ses voisines Landisacq et Landigou.
Patry est un ancien prénom, forme française du nom britannique Patrick, devenu patronyme : les Patry étaient compagnons d'armes de Guillaume le Conquérant et édifièrent une motte castrale.

## Histoire
La Lande-Patry était le siège d'une baronnie qui s'étendait sur les paroisses de La Lande-Patry, Chanu et Larchamp.
En 1853, Saint-Paul est créée par démembrement de La Lande-Patry.

## Politique et administration

### Administration municipale
Le conseil municipal est composé de dix-neuf membres dont le maire et trois adjoints.

## Population et société

### Démographie
L'évolution du nombre d'habitants est connue à travers les recensements de la population effectués dans la commune depuis 1793. Pour les communes de moins de 10 000 habitants, une enquête de recensement portant sur toute la population est réalisée tous les cinq ans, les populations de référence des années intermédiaires étant quant à elles estimées par interpolation ou extrapolation. Pour la commune, le premier recensement exhaustif entrant dans le cadre du nouveau dispositif a été réalisé en 2008.
En 2022, la commune comptait 1 752 habitants, en évolution de −1,41 % par rapport à 2016 (Orne : −3,21 %, France hors Mayotte : +2,11 %).
Jusqu'en 1853, date de la création de la nouvelle commune, le tableau inclut les habitants de Saint-Paul.
| 1793  | 1800  | 1806  | 1821  | 1831  | 1836  | 1841  | 1846  | 1851  |
| ----- | ----- | ----- | ----- | ----- | ----- | ----- | ----- | ----- |
| 1 737 | 1 777 | 1 801 | 1 900 | 2 066 | 2 240 | 2 516 | 2 622 | 2 750 |

| 1856  | 1861  | 1866  | 1872  | 1876  | 1881  | 1886  | 1891  | 1896  |
| ----- | ----- | ----- | ----- | ----- | ----- | ----- | ----- | ----- |
| 1 564 | 1 583 | 1 536 | 1 520 | 1 524 | 1 533 | 1 576 | 1 534 | 1 509 |

| 1901  | 1906  | 1911  | 1921  | 1926  | 1931  | 1936  | 1946  | 1954  |
| ----- | ----- | ----- | ----- | ----- | ----- | ----- | ----- | ----- |
| 1 432 | 1 304 | 1 294 | 1 050 | 1 054 | 1 046 | 1 006 | 1 003 | 1 124 |

| 1962  | 1968  | 1975  | 1982  | 1990  | 1999  | 2006  | 2008  | 2013  |
| ----- | ----- | ----- | ----- | ----- | ----- | ----- | ----- | ----- |
| 1 316 | 1 643 | 1 738 | 1 817 | 1 778 | 1 757 | 1 776 | 1 781 | 1 719 |

| 2018  | 2022  | - | - | - | - | - | - | - |
| ----- | ----- | - | - | - | - | - | - | - |
| 1 805 | 1 752 | - | - | - | - | - | - | - |

Il est possible de ventiler les populations respectives de l'actuelle commune de La Lande-Patry et l'actuelle commune de Saint-Paul : septembre 1793 : 890 et 819 (total 1 709, source AD 61 L 2621), 1806 : 975 et 811 (total 1 786, source AD 61 E dépôt 431/7), septembre 1820 : 1 091 et 799 (total 1 890, AD 61 E dépôt 431/7), juin 1831 : 1 160 et 906 (total 2066, E dépôt 431/7), juin 1841 : 1 421 et 1 095 (total 2 516, E dépôt 431/8), avril 1851 : 1 552 et 1 198 (total 2 750, E dépôt 431/9). Difficile à départager pour 1836 (2 240 hab.) et 1846 (2 622 hab.).

### Sports et loisirs
Le Football club landais fait évoluer deux équipes de football en divisions de district.
C'est dans le stade municipal Jean-Hooge que fut inaugurée la première tribune Guy-Roux, le 26 septembre 2014.
La Jeanne d'Arc est une association sportive de gymnastique comptant plus de 300 membres. En 2022, celle qui fut à l'origine un patronage de gymnastique et de musique a fêté son centenaire,.

## Culture locale et patrimoine

### Lieux et monuments
- Des ifs millénaires poussent près de l'église Notre-Dame-de-l'Assomption. Ils ont entre 700 et 800 ans et sont considérés comme faisant partie des plus vieux ifs de France et des plus vieux arbres de Normandie. Ils sont cités dès 1784, Napoléon aurait pris un repas au pied de ces arbres[38].
- Église Notre-Dame-de-l'Assomption : construite de 1877 à 1879, à la place de celle datant du XIIe siècle[39]. Une bannière de procession et un reliquaire sont classés au titre objet aux monuments historiques[40]. L'église garde le souvenir de deux prêtres martyrs de la Révolution : Jean-Baptiste Lechevrel, guillotiné le 24 décembre 1793 et Jacques Tablet fusillé par les Bleus.
- Manoir de Couespel du XVe siècle dans le bourg[41],[42].
- Maison forte de la Cour-du-Bois du XVe siècle, à 0,7 km à l'ouest, au bord de la Visance. logis avec fenêtres à meneaux, et grande cheminée[41].

Pour mémoire
- Un ancien prieuré existait au nord de la commune, à la confluence entre la Vère et la Visance. Il est encore mentionné sur la carte IGN comme toponyme et figure sur la carte du diocèse de Bayeux sous le nom de Saint-Laurent[43].
- Motte féodale d'un ancien château démantelé en 1344 et détruit en 1668. En 1862, la motte fut à son tour détruite et ses matériaux servirent pour le ballast de la ligne de chemin de fer de Granville. On y trouva des armes mérovingiennes, un fer de javelot, des fers à cheval et des gonds de porte des XIIIe et XIVe siècles[44]. Le site se situait à l'extrémité d'une croupe dominant de 15 à 20 mètres la Visance et la Vère. La motte était isolée par un fossé de 14 mètres de large et de 10 mètres de profondeur[41].

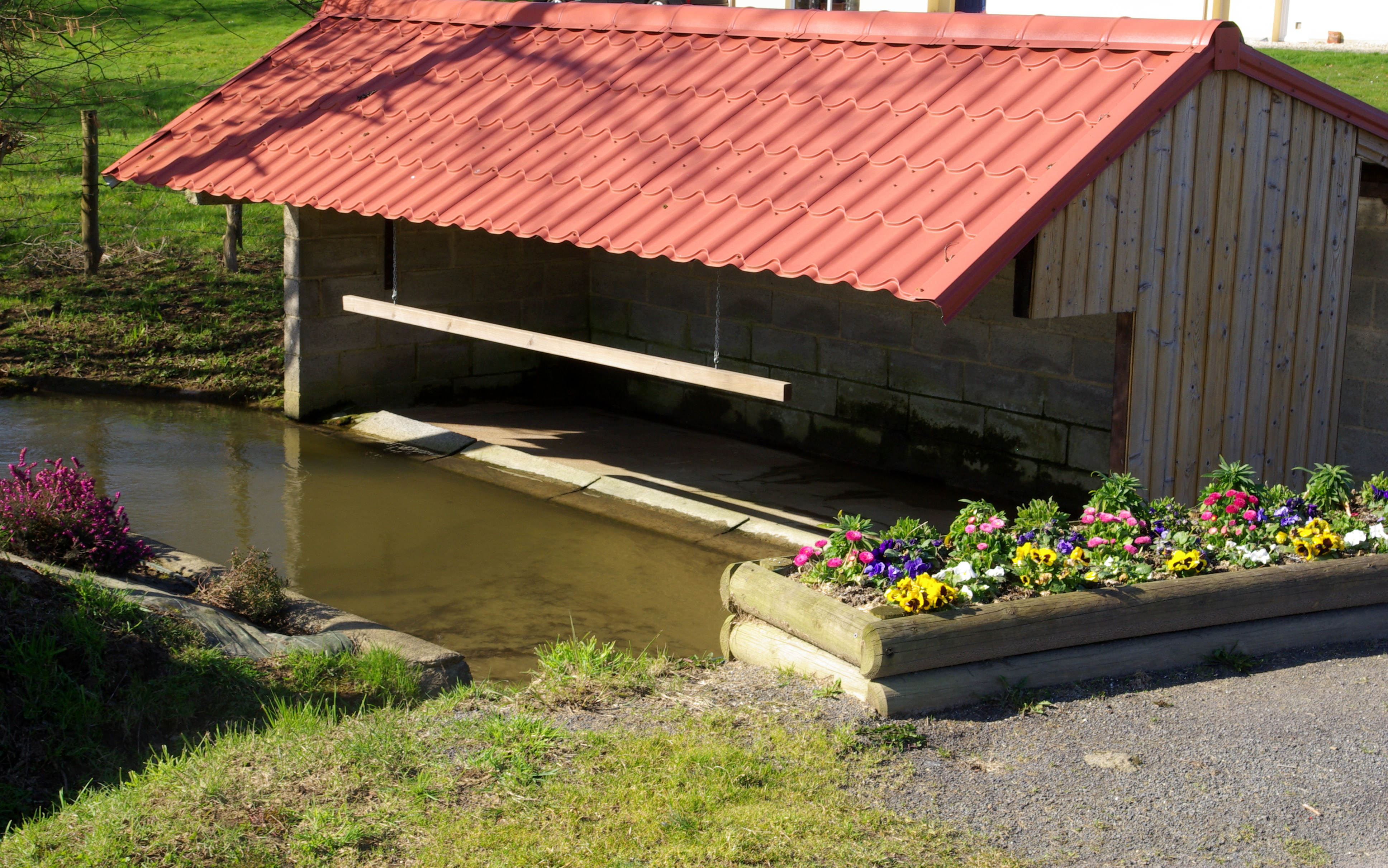
Le lavoir du lieu-dit la Gomondière à Rebion.
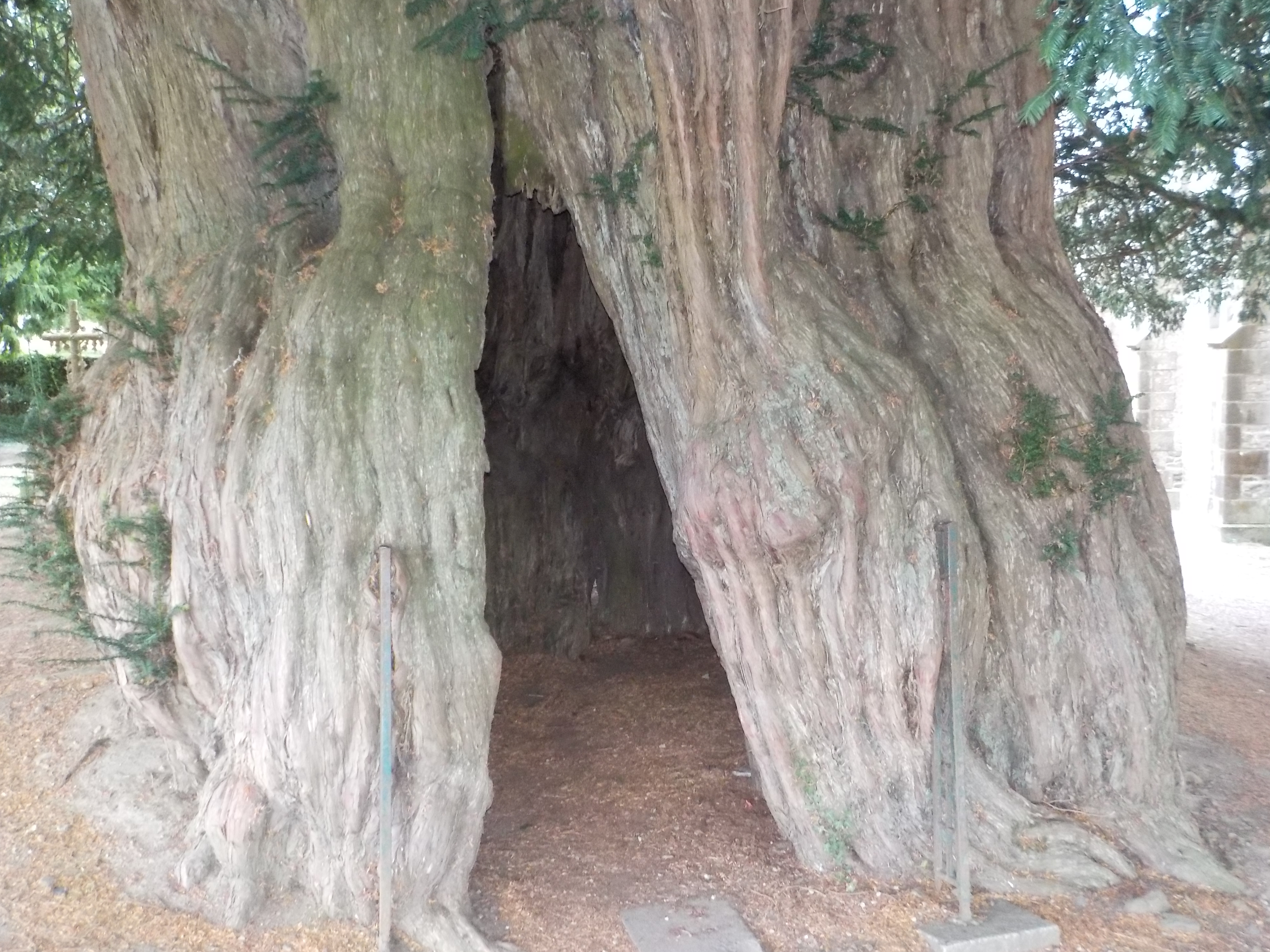
If millénaire.
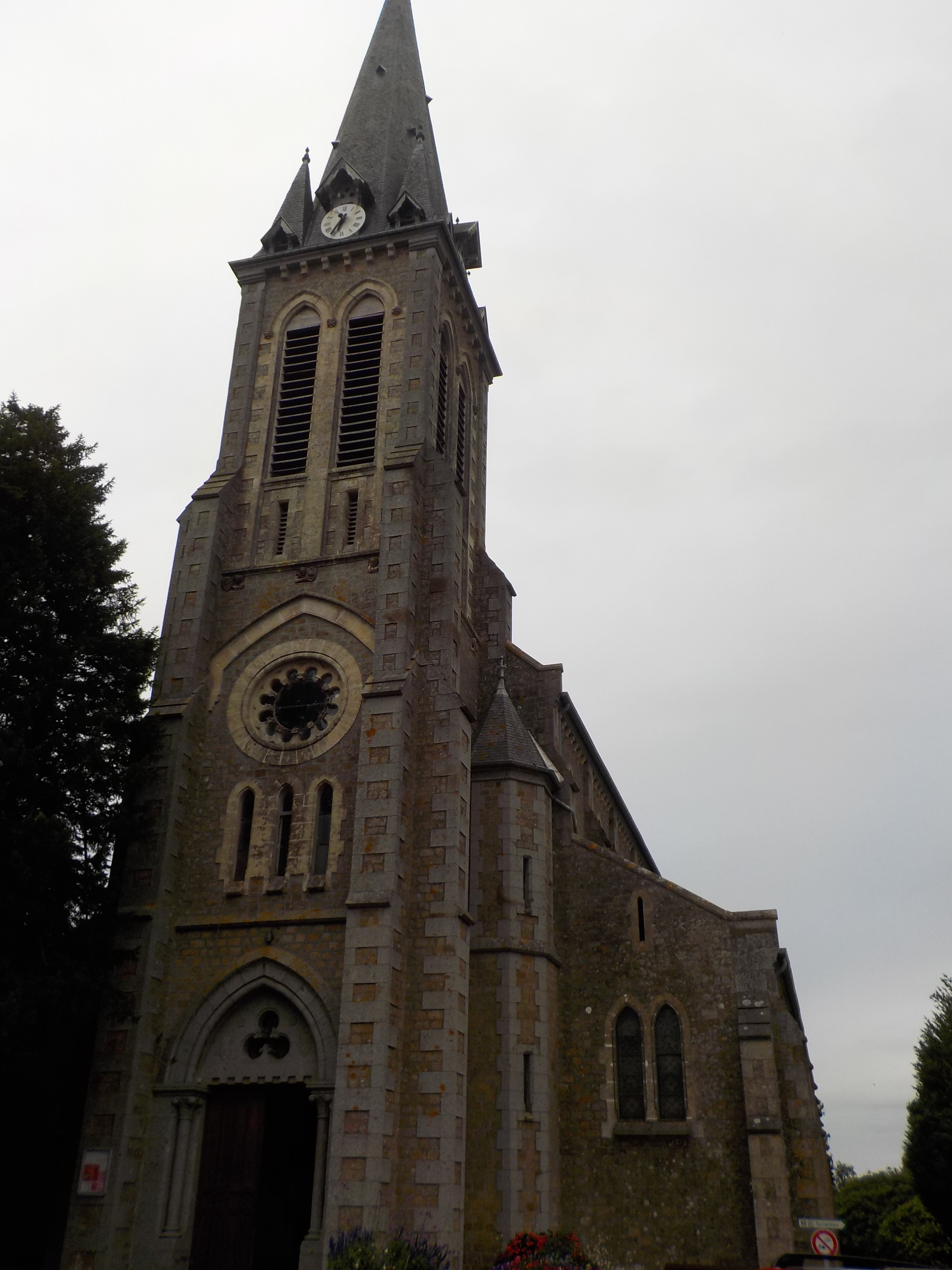
L'église Notre-Dame-de-l'Assomption.
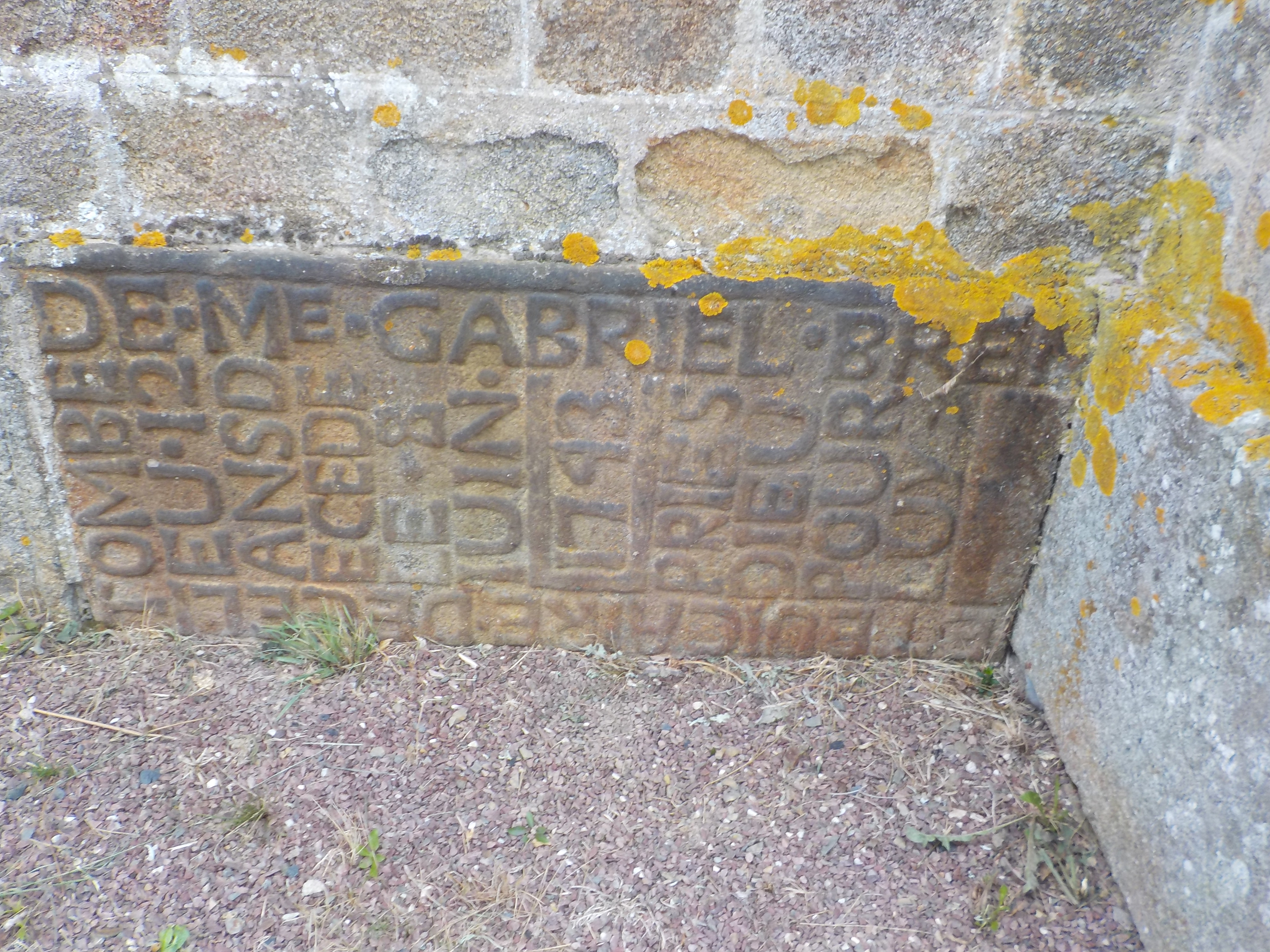
Ancienne pierre tombale réutilisée en parement.
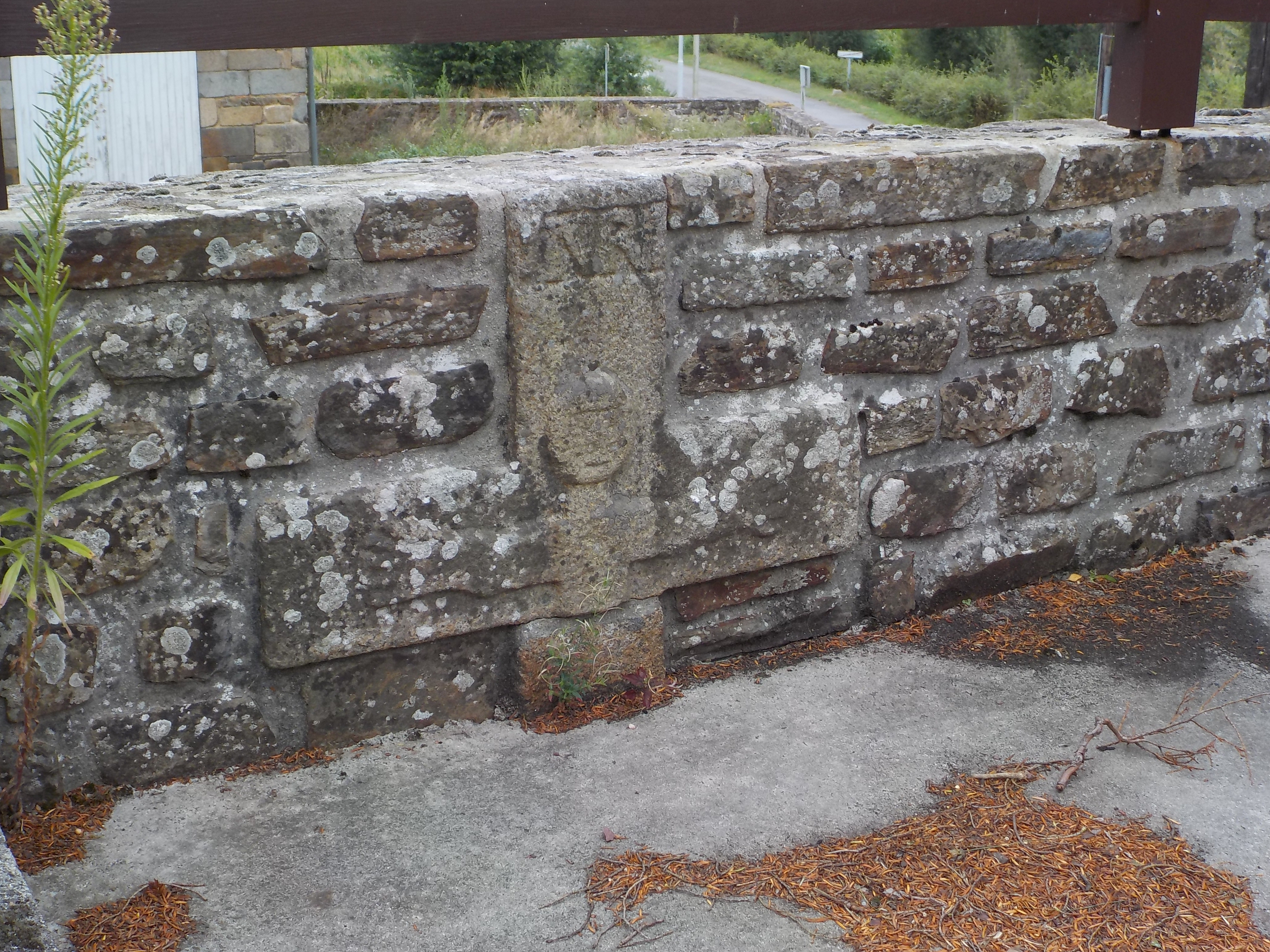
Calvaire dans le mur du parc de l'église.
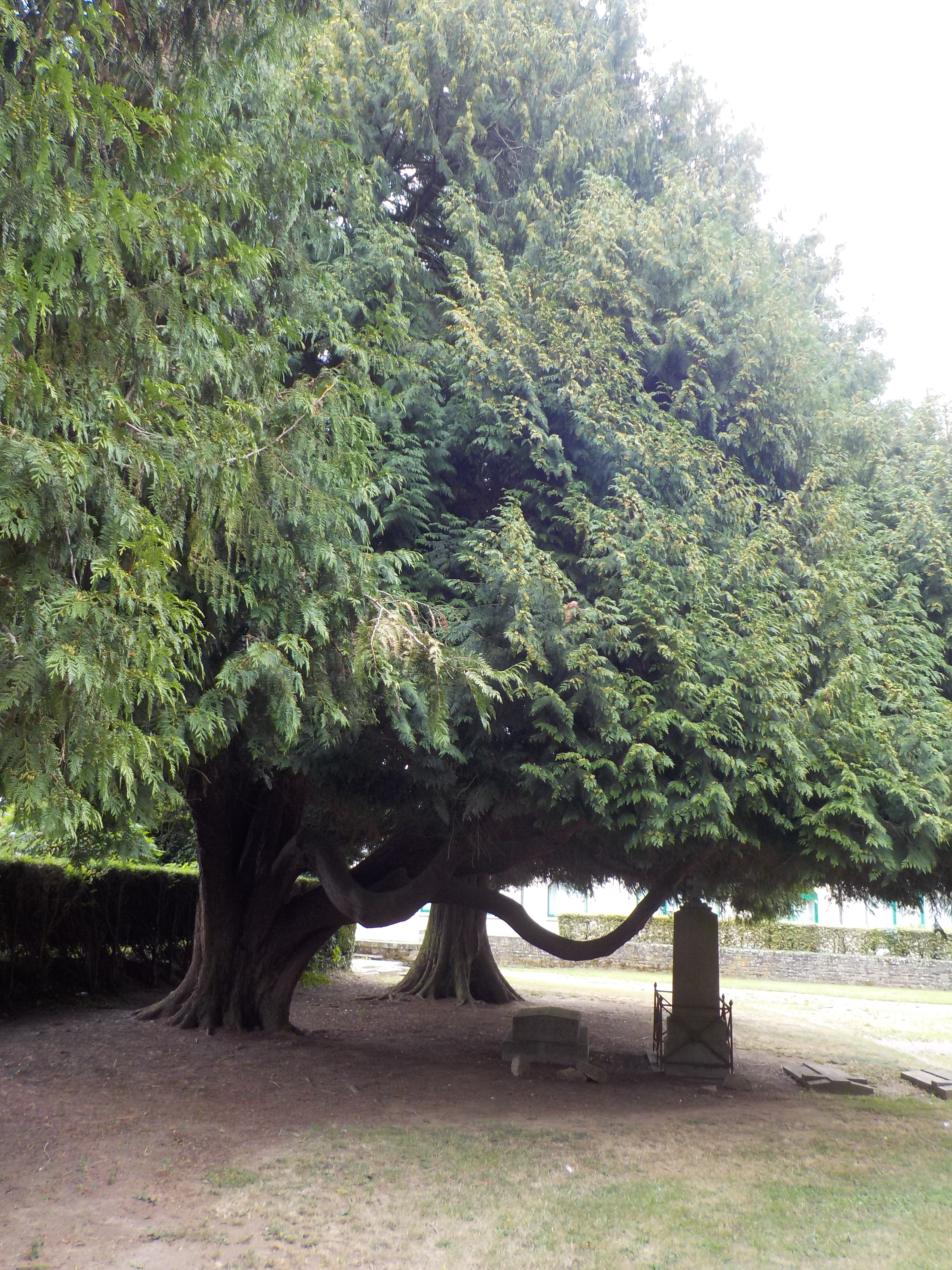
Ifs et tombes de l'ancien cimetière.

### Personnalités liées à la commune
- Charles Julien du Mesnil du Buisson (La Lande-Patry, 1746 - Caen, 1835), négociant, maître de forges, propriétaire du manoir du Buisson, conseiller général de l'Orne (de 1790 à 1792), fondateur de la chambre de commerce et d'industrie de Caen. Il est l'oncle au 4e degré du député Charles Ambroise Bertrand de L'Hodiesnière.
- Charles Ambroise Bertrand de L'Hodiesnière (La Lande-Patry, 1756 - La Carneille, 1819), député de l'Orne à la Convention (1792-1793), député du Calvados au Conseil des Cinq-Cents (1798-1799).
- Jean Baptiste Lechevrel, né à La Lande-Patry, vicaire au Pré-d'Auge près de Lisieux. Pendant la Terreur, il se cache chez ses parents. Promené sur un âne après son arrestation à Flers le 4 décembre 1793, il sera le premier prêtre de l'Orne guillotiné le 24 décembre 1793 à l'âge de 35 ans, à Alençon. La custode et les fioles de sainte huile qu'il avait sur lui lors de son arrestation sont des reliques (classées Monument historique). Un vitrail dans l'église rappelle son souvenir[39].
- Jacques Tablet, ancien curé de La Lande-Patry, fusillé par les Bleus à Préaux (près de Chanu). L'église conserve un humérus percé par les balles[39].
- Émile Halbout (La Lande-Patry, 1905 - Saint-Georges-des-Groseillers, 1997), député de l'Orne (1946-1973), conseiller général du canton de Flers (1945-1973), maire de La Lande-Patry (1950-1967), maire de Flers (1967-1973, 1977-1978).
- Jean-Claude Décosse (La Lande-Patry, 1949-), athlète international, sélectionné quarante-sept fois en équipe de France, dont aux Jeux olympiques de Munich de 1972.

### Héraldique
| Blason de Lande-Patry (La) | Blason  | De gueules semé de besants d'or, à trois quintefeuilles d'argent. |
| Blason de Lande-Patry (La) | Détails | Le statut officiel du blason reste à déterminer.                  |